# Saviem
SAVIEM (акроним от фр. Société Anonyme de Véhicules Industriels et d’Equipements Mécaniques — Акционерное общество по производству автомобилей промышленного назначения и механического оборудования) — французская компания, созданная 23 декабря 1955 в результате слияния компаний Latil и Somua с отделением грузовых автомобилей Renault под маркой «Saviem LRS», позже просто «Saviem».

## История компании

### Предыстория
Из-за финансовых трудностей, к концу 1946 Renault прекратила выпуск тяжёлых грузовиков и утратила позиции лидера французского автопрома, которые занимала перед Второй мировой войной. Однако, вызванное послевоенным восстановлением быстрое развитие этого сектора производства, заставило задуматься о возвращении. В 1950 году технический директор компании Фернан Пикар разработал план выпуска серии грузовиков и автобусов с единым 105-сильным двигателем, рассчитывая извлечь выгоду от увеличения масштаба производства, однако не преуспел.
В 1953 году была принята новая стратегия, заключавшаяся в скупке основных конкурентов, начиная с Somua и Latil.
Компания Saviem была основана в конце 1955 года при объединении мощностей Renault, занятых производством грузовиков и автобусов, с Somua и Latil; семейства Шнейдер и Блюм, владевшие этими фирмами, получили свою долю в новой компании, а контрольный пакет остался у Рено.
Задачей объединения были как перевод производства грузовиков на мощности других компаний (что позволяло Рено заняться легковыми машинами), так и конкуренция с крупным производителем грузовиков Berliet.

### Первые годы
В распоряжении новообразованной компании оказалась подлежащая упорядочиванию целая гамма весьма различных по характеристикам моделей, выпускаемых составлявшими её фирмами: лёгкие коммерческие грузовики на базе существующих машин Рено (Goélette и Galion), новые средние и тяжёлые грузовики с двигателями Alfa Romeo, несколько позже — автобусы Chausson. Агрессивный подход к бизнесу и сфокусированность на количественных показателях привели Saviem к первому месту по продажам во Франции.
Первоначально логотип Saviem добавлялся к знакам одной из трёх составлявших объединение фирм, однако, с 1957 года появились эмблемы Saviem-LRS (аббревиатура Latil, Renault и Somua), сократившиеся в 1960 году до Saviem.
Аналогично, грузовики «Renault», до июля 1958 года маркировались «Renault-LRS». А прозванный «ленивым» (фр. fainéant) Renault R4140, выпуск которого был передан на завод в Бленвиль-сюр-Орн, стал первой моделью, нёсшей только эмблему Saviem. Он существовал в двух версиях: Mondragon (полная масса 15,5 тонн, полезная нагрузка 5 тонн) и Tancarville (15,8 и 7 тонн, соответственно).

### Серия «JL»

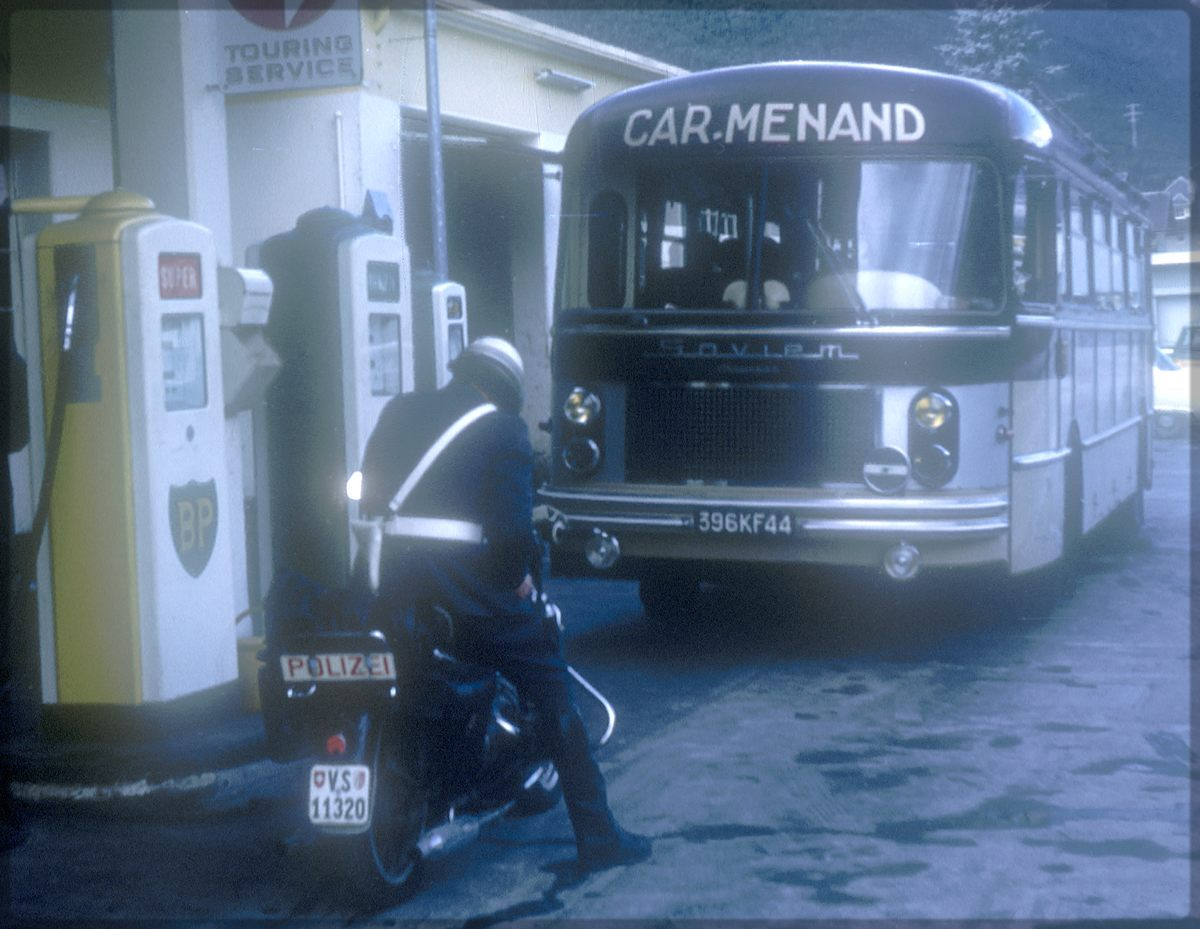
Saviem ZR20.

В 1959 году, в дополнение к выпускаемому с 1955 года на заводе SOMUA Saviem-LRS JL19, выходит Saviem JL20 (модернизированный JL19CT) получивший новую переднюю часть кабины с четырьмя фарами и пневмоусилители руля. В серию входят JL21 (полная масса 11 тонн, JL23 (13 тонн) и JL25 (15 тонн).
На смену автобусу Renault R4190 приходит Saviem ZR20.
В апреле 1959 года Saviem поглощает компанию по производству автобусов Chausson и три её завода. Двумя годами позже, к ней (и к купленной ранее Isobloc) прибавились мощности ещё одного производителя автобусов, Floirat, расположенного в Анноне.
После выкупа остатков акций, принадлежащих фирме «Latil», выпуск техники с её маркой прекращается, а Рено остаётся единоличным владельцем объединения.
В 1961 году открыт завод по производству дизельных двигателей на месте оружейной фабрики в Лиможе, расположенный в Пале-сюр-Вьен; выпускаемые там 4- и 6-цилиндровые моторы объёмом в 4,6 и 6,8 литров, получают название Fulgur.

### Контракт с Henschel-Werke

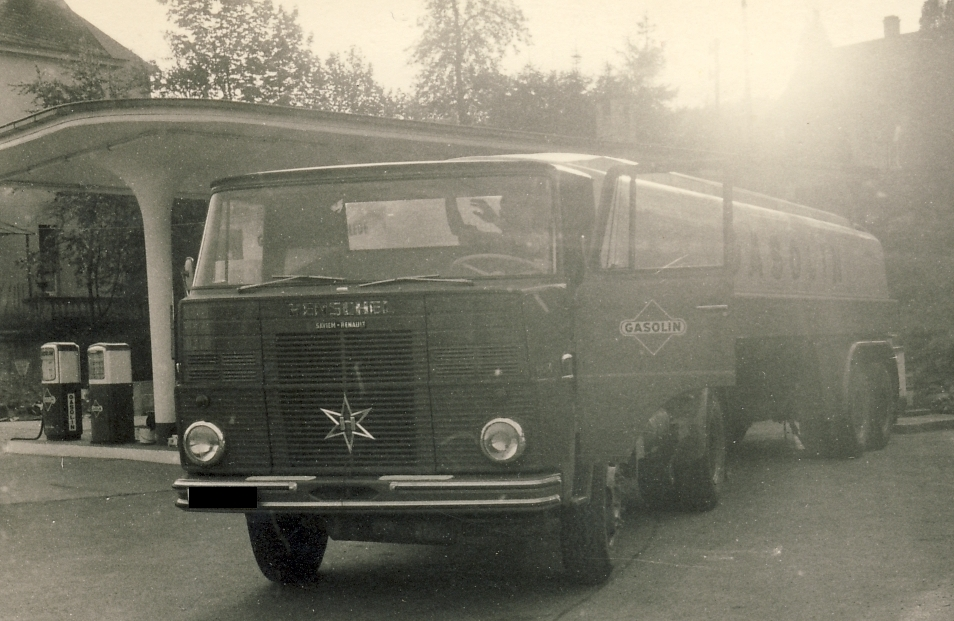
Машина бескапотной схемы производства Henschel, несущая логотип Saviem-Renault (1961—1962).

В том же году Saviem заключила с западногерманской фирмой Henschel договор о поставках 150- и 192-л. с. дизелей для «JL20» («Saviem-Henschel JL200») в обмен на продажи немецких грузовиков во Франции, но, в силу различных причин, вместо запланированных 25 лет он продлился лишь два года.
С 1961 года на серии JL устанавливается двигатель Fulgur, решётка радиатора получает две хромированные перекладины. Неудовлетворительное качество этого двигателя вынуждает искать новые контакты.

### Серия «JM»
Аналогичный договор был заключён в 1963 году с компанией MAN, у которой была приобретена лицензия на систему прямого впрыска топлива. Её с марта 1964 года получили некоторые модели серии JL (с обычной кабиной «830» и версией для дальнобойщиков «840»), в такой комплектации называемые «JM» (M — MAN).
На рынок выходят модели увеличенной грузоподъёмности JM200 (заменивший JL20), JM170 JM240 и тягачи на их базе JM200T JM170T JM240T.
В свою очередь, грузовики MAN после сборки на заводе в Бленвилле, продаются под маркой Saviem.

### Серия «S»
На парижском автосалоне того же 1963 года была представлена серия средних грузовиков S с кабиной «710». Она включала в себя машины S5, S7, S8 и S9 (бывший JL25), цифра в наименовании которых означала их грузоподъёмность; существовали также модели S5T (T — tracteur routier, седельный тягач), S8T и S9T.
На них устанавливались бензиновые (Renault «797», Saviem-MAN) и дизельные (Renault «591», «597» (кроме SM5), Perkins G-354, Fulgur type F646) двигатели с механическими КПП, а также пневматические тормоза и на некоторых опциональная блокировка дифференциала. Большая часть этих моделей предлагалась с колёсной базой разной длины на выбор.
Несмотря на наличие более новой линии JM, серия JL продолжает расширяться, появляется модель JL29A, с теми же дизелем и КПП, что и у S9.

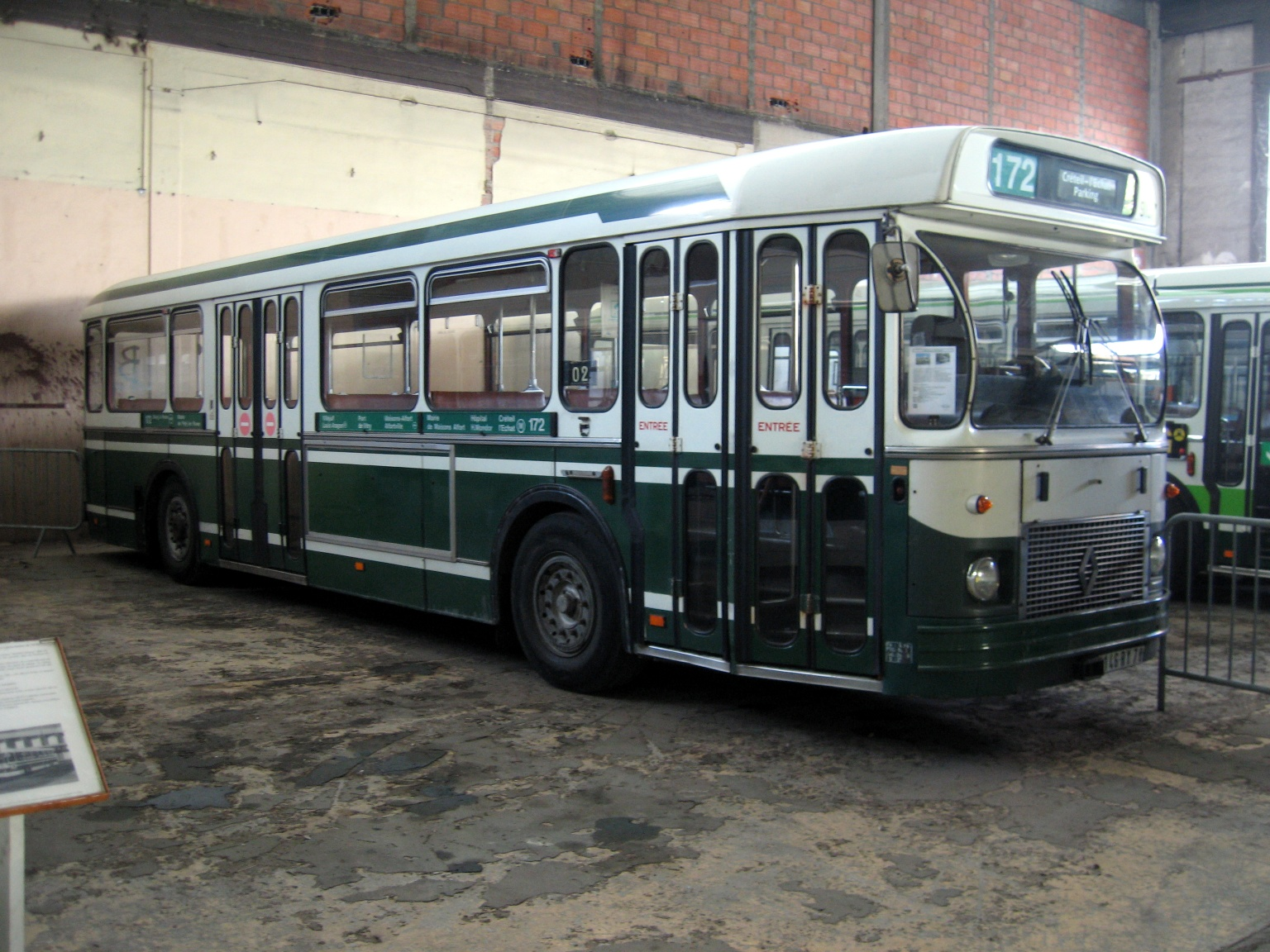
Saviem SC10

В 1965 году в состав Saviem вошёл производитель строительной техники (в частности, бульдозеров) Continental. Покупка этой фирмы была предпринята в попытке конкурировать с компанией Caterpillar. В сентябре начат выпуск «типового автобуса» SC10.

### Сотрудничество с компаниямиMANиAvia, серия «SG»

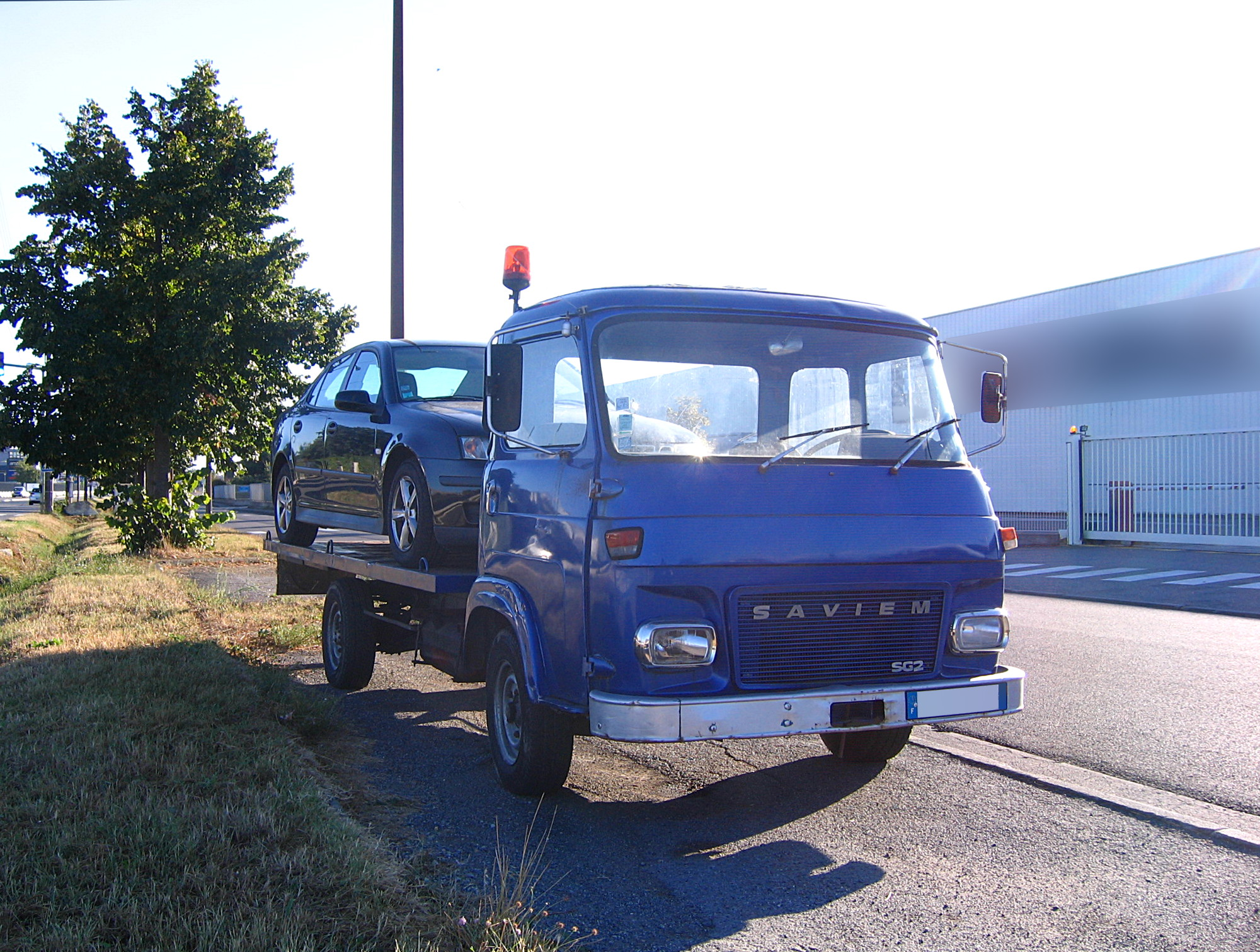
Saviem SG2

В 1967 году подписаны соглашения о сотрудничестве с западногерманской компанией MAN и чехословацкой Avia.

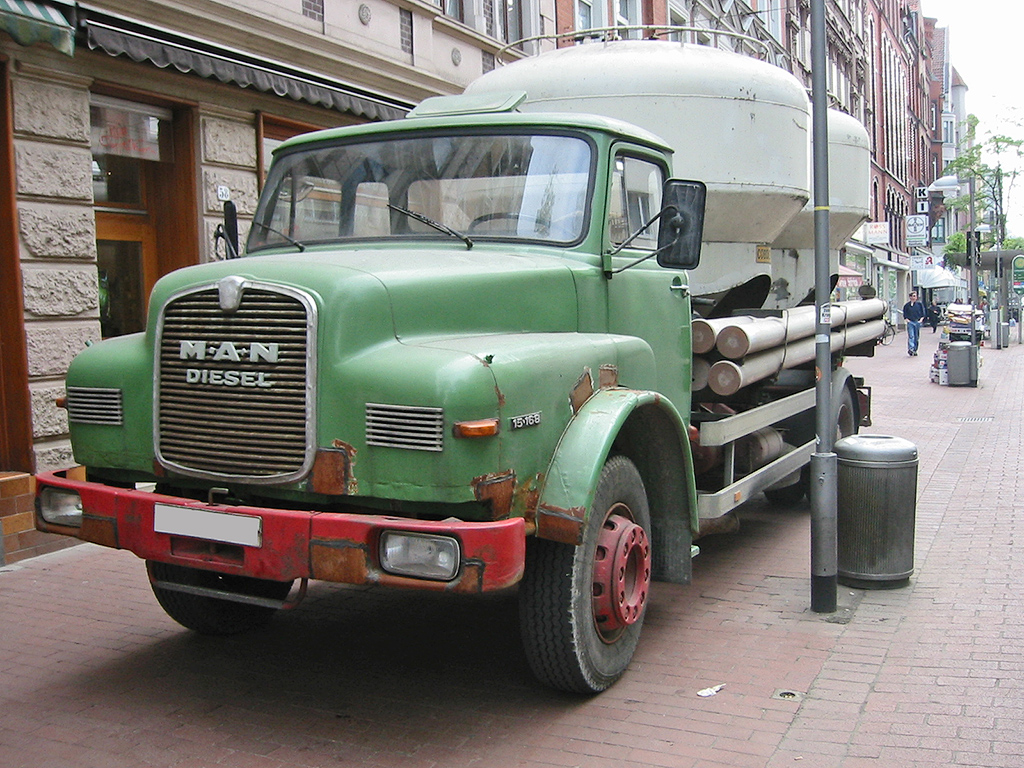
Saviem/MAN H32.

Соглашение с MAN предусматривало получение германских моторов, а также кабин для будущего грузовика капотной схемы H32. Взамен компания MAN продавала под своей маркой производимые на Saviem машины малого (SG), среднего (SM) и тяжёлого класса (Europe). Это соглашение действовало до 1977 года.
По условиям контракта с Чехословакией, Avia организовывала лицензионное производство серии SG в Праге и продажу техники под своей маркой на территории стран социалистического содружества.
В этом году завод в Бленвиле выпустил 26 000 машин, а филиал в Анноне 1777 автобусов.

### Серия «SM»
Дальнейшим развитием малых машин «SG» в 1967—1975 годах стали более тяжёлые модели «SM7», «SM8» и «SM10», в свою очередь ставшие родоначальниками новых серий «JK», «JN» и «JP» (1975).

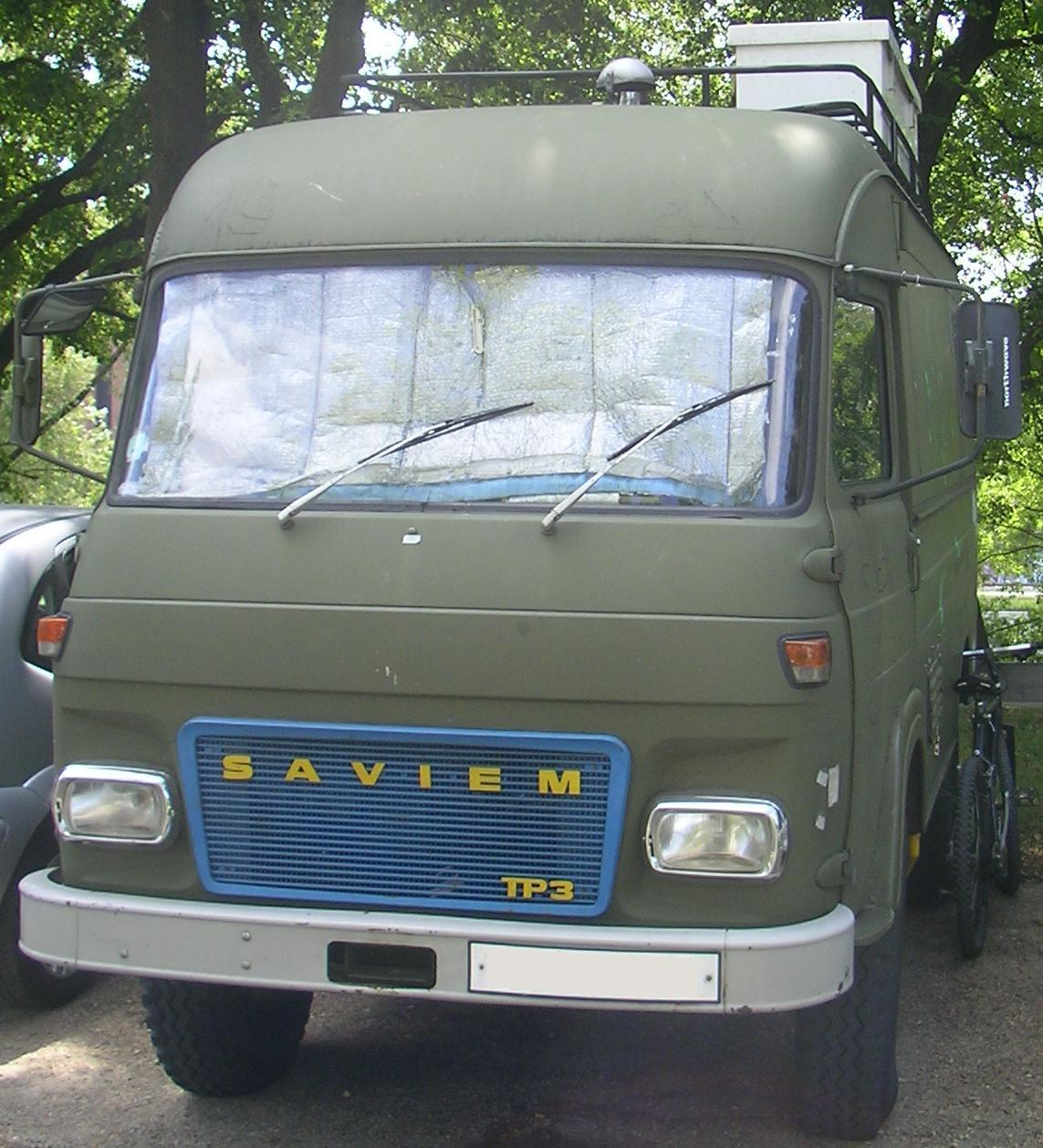
Полноприводной Saviem TP3 с кабиной «тип 812».

В сентябре на машинах среднего класса вместо кабины «тип 710» начинают устанавливать новую, с увеличенным наклоном, «812», визуально отличимую по прямоугольным фарам.
В январе 1968 года головное предприятие компании в Бленвиль-сюр-Орне стало сценой одного из первых рабочих выступлений, впоследствии приведших к майскому кризису.

### Серия «Europe»

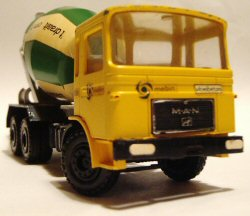
Кабина типа «Europe» на масштабной модели.

В марте 1968 года, начат выпуск кабины Europe (type 860) для новой серии тяжёлых грузовиков, представленных моделями SM10, SM12, SM170, SM200, SM240, SM260, SM280 (октябрь 1968) и SM300 (1970). Лидер продаж этой серии — SM240. На этих машинах, массой 15-38 тонн, устанавливаются 6-цилиндровые дизели MAN, на более крупных моделях — в конфигурации V8; в некоторых версиях присутствует блокируемый дифференциал.
У более поздней модели 1973 года с турбонаддувом SM280 TU двигатель развивал до 285 л. с., позже на основе его конструкции был разработан PS30 с той же мощностью.
Модель SM280 также выпускается с кабиной, оснащённой двумя спальными местами.
В мае 1969 года начат выпуск автобуса E7 с задним расположением двигателя.

### «Клуб четырёх»
В 1972 году компании DAF, Magirus-Deutz, Saviem и Volvo решили объединить свои усилия на создании откидывающейся кабины для сокращения расходов на разработку средних грузовиков (DAF F700, F900, F1100, Magirus-Deutz с мотором KHD, Saviem J (1975—1980) и Volvo F4/F6). Результатом труда «клуба четырёх» стала кабина «870», которая начиная с 1975 года устанавливалась на машинах Saviem, а также на грузовиках Berliet серии «B».

### В составе RVI
Одним из последствий нефтяного кризиса 1973 года стало решение группы Michelin сконцентрироваться на выпуске основной продукции, автомобильных шин, и избавиться от непрофильных активов. Таким образом, принадлежавшая группе компания Berliet, основной конкурент Saviem, в 1974 году перешла в собственность Рено (а Citroën — к Peugeot).
В 1975 году в состав Saviem вошла компания Sinpar, специализировавшаяся на переделке стандартных автомобилей в полноприводные.
Благодаря проводимой руководством Рено рационализации производства двух аналогичных предприятий, уже в 1976 году Saviem выпустил модель «РХ40», аналог «Berliet GR350», а через год появился тягач Saviem PS30T с новой кабиной «875», конструкция которой основывалась на «870»-й серии («Europe»).

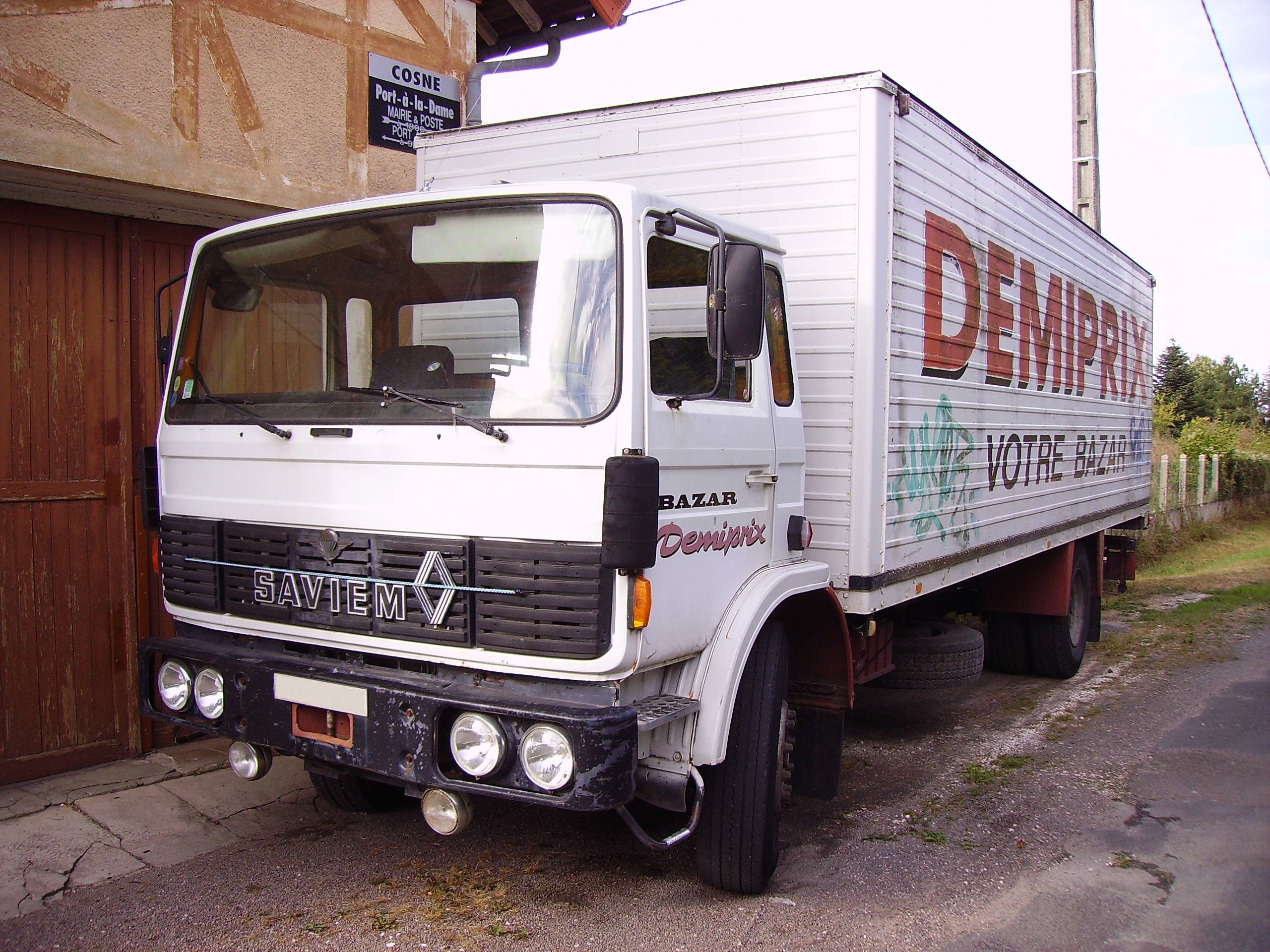
Saviem H

В 1977 году начато производство грузовиков серии H включавшей модели HB15, HB17, HB19 и автопоезда HB26 и HL38. Цифра в названии обозначала грузоподъёмность в тоннах (для автопоездов — тяговое усилие), кабина также «875».
Запущен в серию полноприводный армейский Saviem SM8 4x4 (позже «Renault TRM 4000». До 1985 года французские вооружённые силы получили 16 160 машин.
За 1977 год, свой последний год существования в качестве отдельной компании в составе Renault, Saviem произвела 35 059 грузовиков, а также городских и междугородных автобусов.
Не желая ухода ещё одной фирмы в руки зарубежного собственника (как было в случае с компанией Unic, купленной Iveco), французское правительство выделило средства для объединения Berliet и Saviem в единую компанию Renault Véhicules Industriels (RVI). И вновь, как некогда в начале истории компании, старые логотипы сохранялись ещё два года, пока 21 апреля 1980 года не были окончательно заменены эмблемой Renault, завершая таким образом эпоху Saviem.

## Модельный ряд

### Грузовые автомобили
- Fainéant, Mondragon, Tancarville, TP10 Tancarville
- JL и JM
- SG1, SG2, SG3 и SB2
- SG4 и SG5
- S5, S6, S7, S8, также SM5, SM6, SM7, SM8 и SM8T с двигателем MAN
- J
- H
- Saviem SM Europe, PS
- PX
- TP3 (4x4)
- TP6, TP7 и TP8 Sinpar
- SM8 4x4
- SD5 и SD8 FAR

### Автобусы

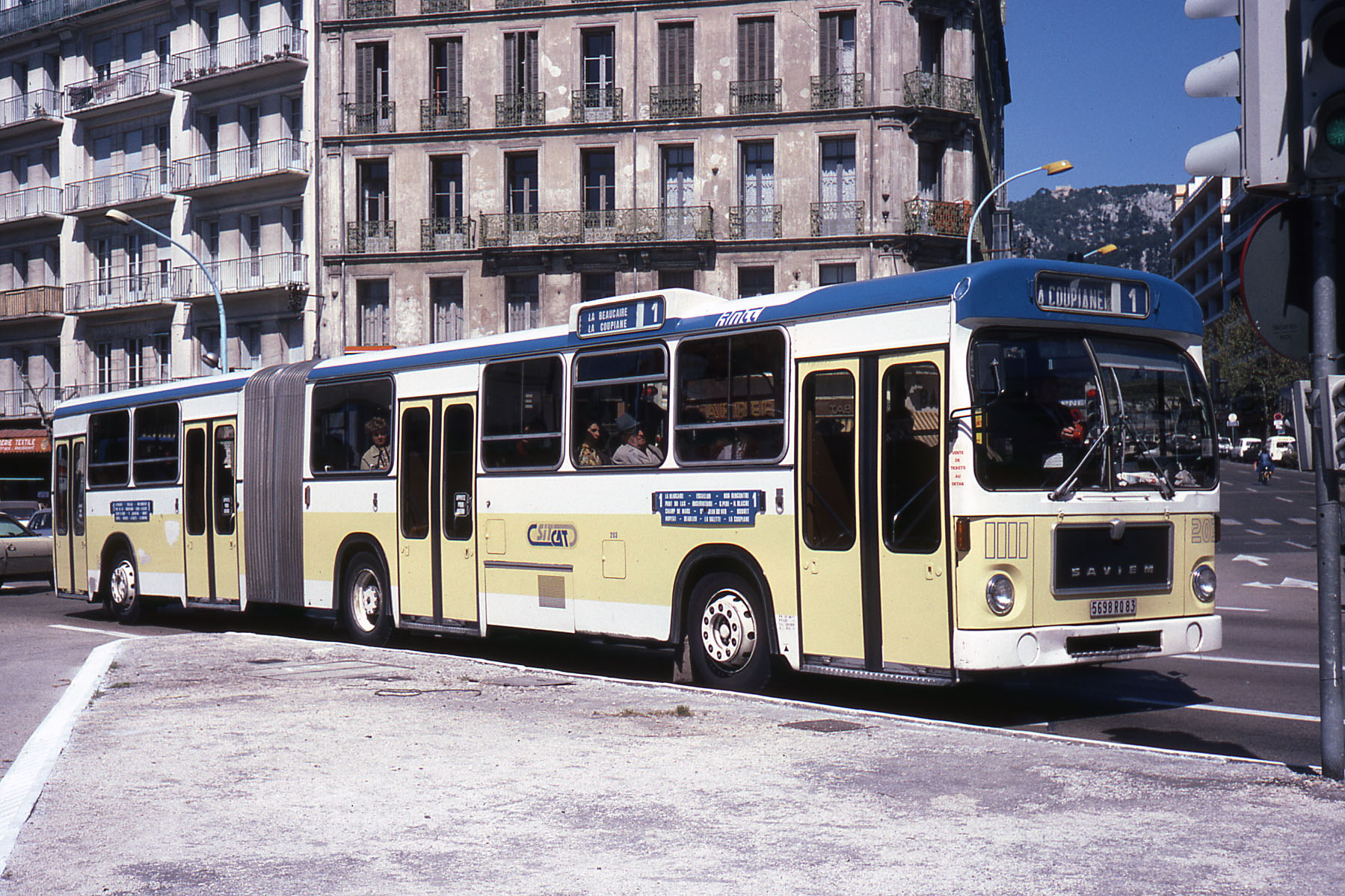
Выпущенный компанией MAN автобус SG 220 с маркой Saviem, на улице Тулона.

- ZR20
- SC1
- S45
- S53
- E7
- SC10

## Основные производства
Венисьё и Сент-Уан

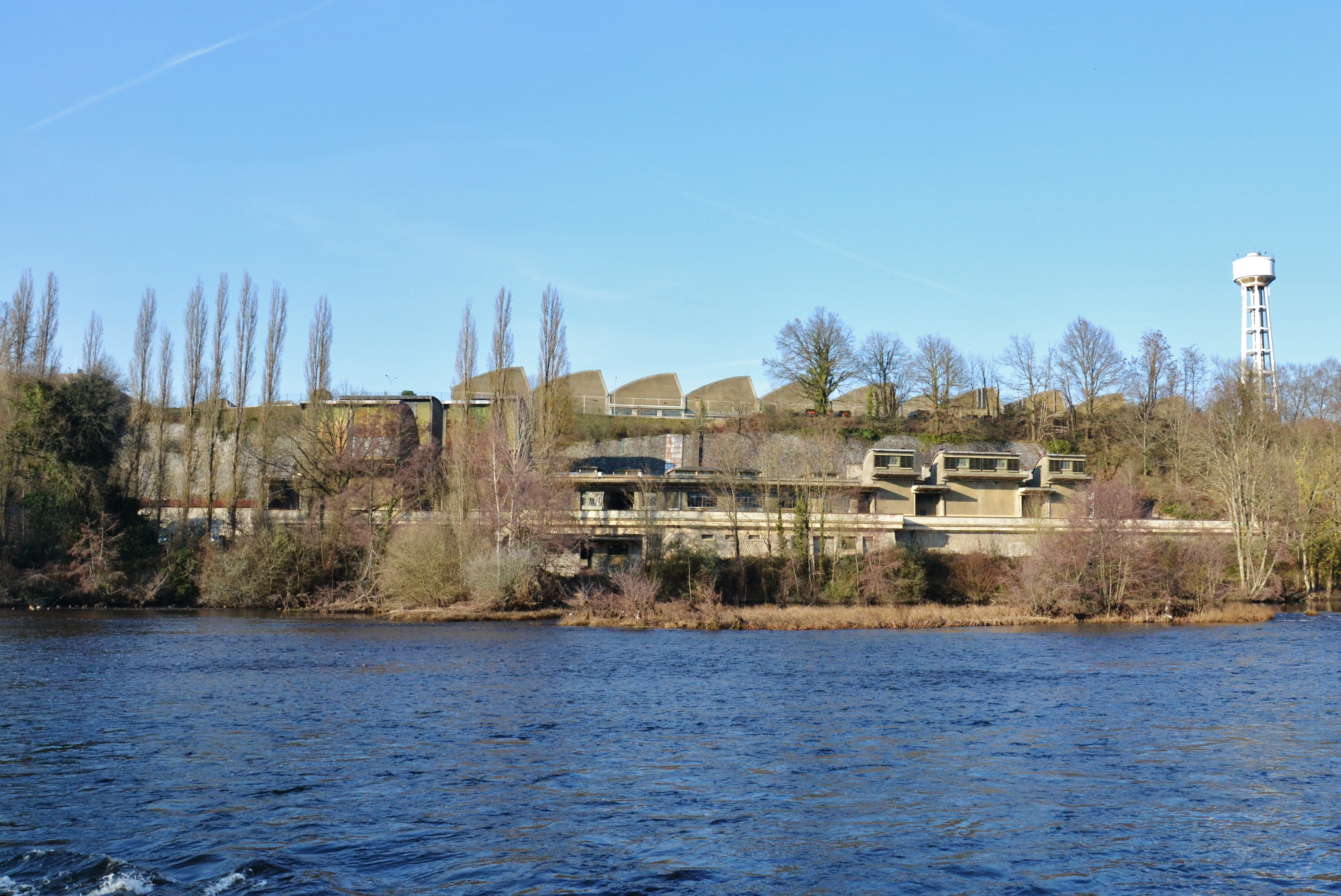
Завод в Лиможе, принадлежит Renault Trucks, подразделению Volvo Trucks

Ранее принадлежали Somua. На заводе в Венисьё до 1962 года выпускали автомобили, в Сент-Уане собирали двигатели до переноса производства в 1964 году в Лимож, далее производили автодетали.
Сюрен и Сен-Клу
Некогда собственность Latil. Завод в Сюрене, несмотря на сократившийся выпуск, оставался исследовательским центром и головным офисом компании.
Аржантёй
Бывший завод автобусной компании Chausson (до 1960 года), производство автодеталей для обеих компаний.
Анноне
С 1961 года автобусный завод, первоначально часть Floirat и Isobloc.
Бленвиль-сюр-Орн
Построен в 1956 году на месте верфи. С 1966 года единственный завод Saviem, занятый выпуском грузовых машин.
Лимож
Помещение завода по сборке авиадвигателей в Лиможе, выделенное в мае 1964 года французским правительством для расширения компании.
Лион
Два завода в Лионе получены компанией Saviem после покупки фирмы Richard-Continental.